# يوسف سليم
يوسف سليم (بالإنجليزية: Yusuf Salim)‏ هو عازف بيانو وعازف جاز أمريكي، ولد في 1929 في بالتيمور في الولايات المتحدة، وتوفي في 2008.

## وصلات خارجية
- يوسف سليم على موقع ميوزك برينز (الإنجليزية)